# Konotopský rajón
Konotopský rajón (ukrajinsky Конотопський район) je rajón v Sumské oblasti na Ukrajině. Hlavním městem je Konotop a rajón má přibližně 204 tisíc obyvatel.

## Města v rajónu
- Buryň
- Konotop
- Krolevec
- Putyvl